# 이이쿠보 하루나
이이쿠보 하루나(일본어: 飯窪春菜, 1994년 11월 7일 ~ )는 일본의 여성 아이돌 그룹 전 모닝구무스메의 더블 서브리더이자, 최연장자. 연예사무소 업프런트 크리에이트, 저스트 프로(업무 제휴) 소속.

## 약력
2009년 ~ 2011년
- 하츠에이지젠트에 소속해, 본명의「이이쿠보 하루나(飯窪春菜)」로 활동.
- 2009년, 패션 잡지「러브베리」의 전속 모델 오디션으로 특별상을 수상. 동년 6월호에 첫 등장. 오디션 시점에서는 이이쿠보 하루나 명의였지만, 7월호로부터 예명이「하우단(壇はう)」이 된다. 2011년 2월호로 러브베리를 졸업했다.

2011년
- 9월 29일, 일본 무도관에서 행해진「모닝구무스메 콘서트 투어 2011 가을 사랑 BELIEVE ~다카하시 아이 졸업기념 스페셜~」에서 약 6000명이 응모한「모닝구무스메 10기 멤버「건강표」오디션」에 합격해, 모닝구무스메 제10기 멤버로 선택되었던 것이 발표되었다[1].

2013년
- 5월 22일, 모닝구무스메 6기 멤버의 다나카 레이나(여성 락 그룹 LoVendoЯ의 리더 겸 솔로)의 서브리더가 있었으면 좋겠다는 말의 의해서 후쿠무라 미즈키와 함께 모닝구무스메 7대 서브리더에 취임.

2014년
- 11월 27일, 이쿠타 에리나와 함께 모닝구무스메 8대 서브리더로 연장 취임.

2018년
- 8월 17일, 솔로 활동을 하기 위해 모닝구무스메。'18 봄 콘서트 투어 최종 공연을 마지막으로 모닝구무스메。'18 그리고 헬로! 프로젝트를 졸업하는 것을 발표[2].
- 12월 16일, 일본 무도관에서 행해진「모닝구무스메。'18 콘서트 투어 가을 ~GET SET, GO!~ 파이널」의 공연에서 모닝구무스메。'18 및 헬로! 프로젝트를 동시 졸업.
- 12월 17일, 소속 사무소 J.P ROOM에 이적과 저스트 프로와의 업무 제휴 개시. M-line club에 가입.

## 인물
- 친구 모닝구무스메 9기 후쿠무라 미즈키.이쿠타 에리나.모닝구무스메 10기 이시다 아유미.안주루무리더와다 아야카

## 출연

### 잡지
- 러브베리 (2009년 6월호 - 2011년 2월호, 토쿠마 서점) - 전속 모델
- memew Vol.44
- CM NOW Vol.144

### 텔레비전
드라마
- 유리의 송곳니 (2010년 3월 8일, 주부닛폰방송 · TBS) - 토다 쿠미 역
- 수학♥여자학원 (2012년 1월 11일 - 3월 28일, 니혼테레비) - 우다가와 린 역

레귤러
- 하로프로! TIME (2011년 9월 - 2012년 5월, 테레비도쿄)
- 하로! SATOYAMA 라이프 (2012년 6월 - 2013년 12월 26일 , 테레비도쿄)

### 라디오
- MBS 영타운 토요일 (2013년 4월 6일 - 현재, MBS 라디오)-다카하시 아이와 미치시게 사유미와 함께 진행

### 과거라디오
- 모닝구무스메의 모닝 여학원 ~방과후 미팅~ (2012년 4월 7일 - 2018년 12월 16일, RF라디오닛폰)

### CM
- 러브데지무빙포트 (2009년, 다카라 토미)
- 거절해 체포토 프레임 (2010년, 다카라 토미)
- 프리시르스틱 (2010년, 다카라 토미)
- 칸포우전과 (쿠라시에 약품)

### 영화
- 개와 당신의 이야기 개의 영화 (2011년)
- 영화 프리큐어 올스타즈 봄의 카니발♪ (2015년, 도에이 애니메이션)

### 콘서트
- 콘서트 투어 2011 가을 사랑 BELIEVE ~다카하시 아이 졸업기념 스페셜~ (2011년 9월 29일 · 30일, 일본 무도관)

### DVD
- Greeting ~이이쿠보 하루나~ (2012년 8월 30일) - e-LineUP! 한정 판매

## 서적

### 사진집
- 모닝구무스메 9 · 10기 1st official Photo Book (2012년 9월 10일, 와니북스)
- 아로하로! 모닝구무스메 10기 사진집 (2013년 1월 16일, 카도카와쇼텐)
- 모닝구무스메 텐키구미 BOOK (2013년 12월 1일, 와니북스)
- 1st 솔로 사진집「春色」(2017년 1월 28일, 오딧세이 출판)
- 비쥬얼 포토북「female」(2018년 5월 12일, 오딧세이 출판)

## 참가 유닛
- 모닝구무스메 (2011년 ~ 2018년)
- DIY♡ (2012년)